# Phil Chenier
Philip "Phil" Chenier (Berkeley, Kalifornija, 30. listopada 1950.) umirovljeni je američki profesionalni košarkaš. Igrao je na poziciji razigravača, ili bek šutera. Izabran je u 1. krugu (4. ukupno) NBA drafta 1971. od strane Baltimore Bulletsa.

## NBA karijera
Izabran je kao 4. izbor NBA drafta 1971. od strane Baltimore Bulletsa. U dresu Bulletsa odigrao je osam sezona te je osvojio i jedan NBA prsten. Nakon teške ozljede stopala, Chenier se nikada nije potpuno oporavio te je i njegova igra pala na nižu razinu. Zbog tih događaja, Chenier je tijekom sezone 1978./79. mijenjan u Indiana Pacerse, a 1981. godine, u dresu Golden State Warriorsa, završava profesionalnu karijeru. 

## Vanjske poveznice
- Profil  Arhivirana inačica izvorne stranice od 25. ožujka 2010. (Wayback Machine) na Basketball-Reference.com
- Profil  Arhivirana inačica izvorne stranice od 8. srpnja 2011. (Wayback Machine) na Databasketball.com